# Friedrich von Gärtner

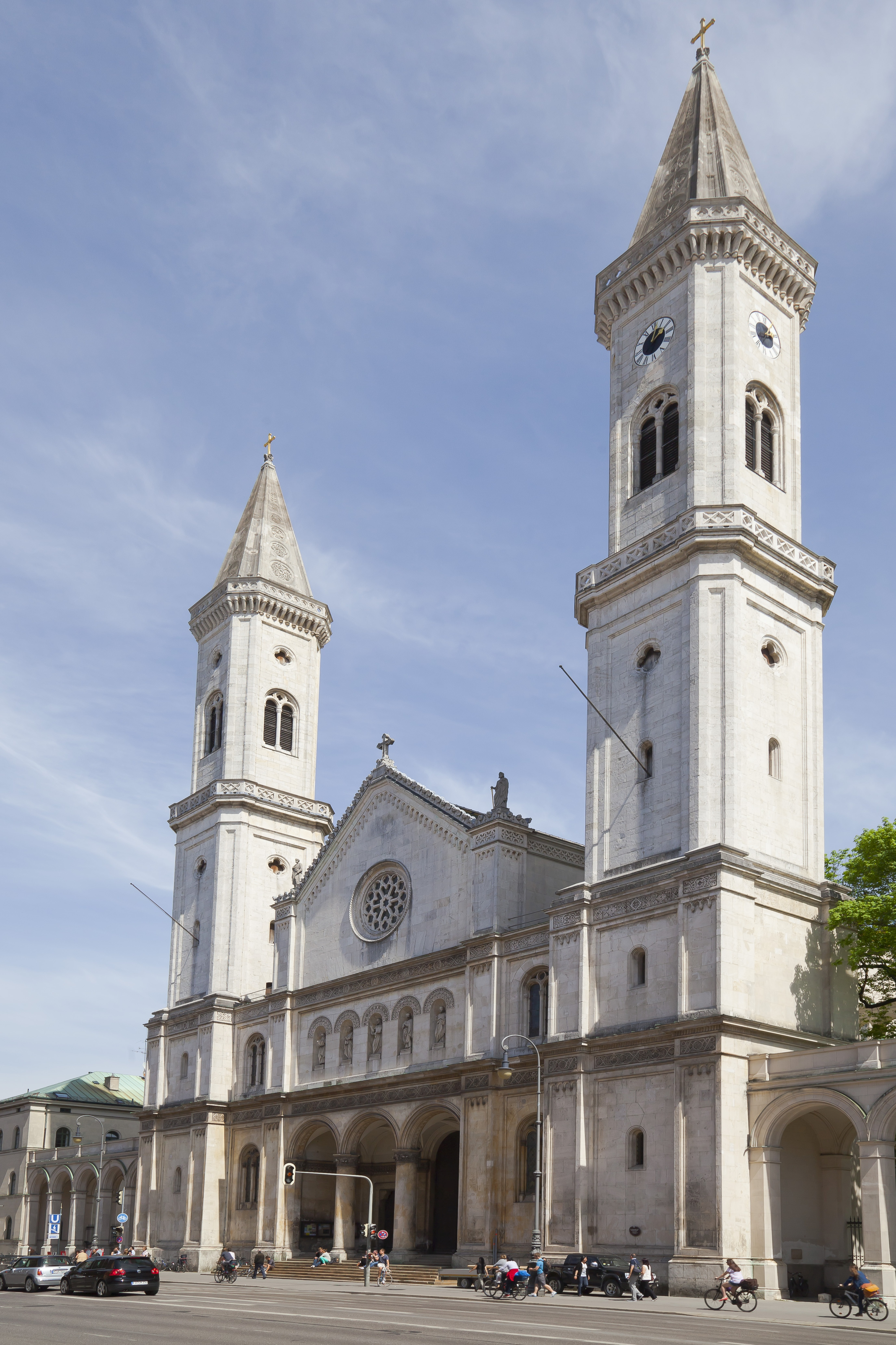
La Chiesa di San Ludovico a Monaco

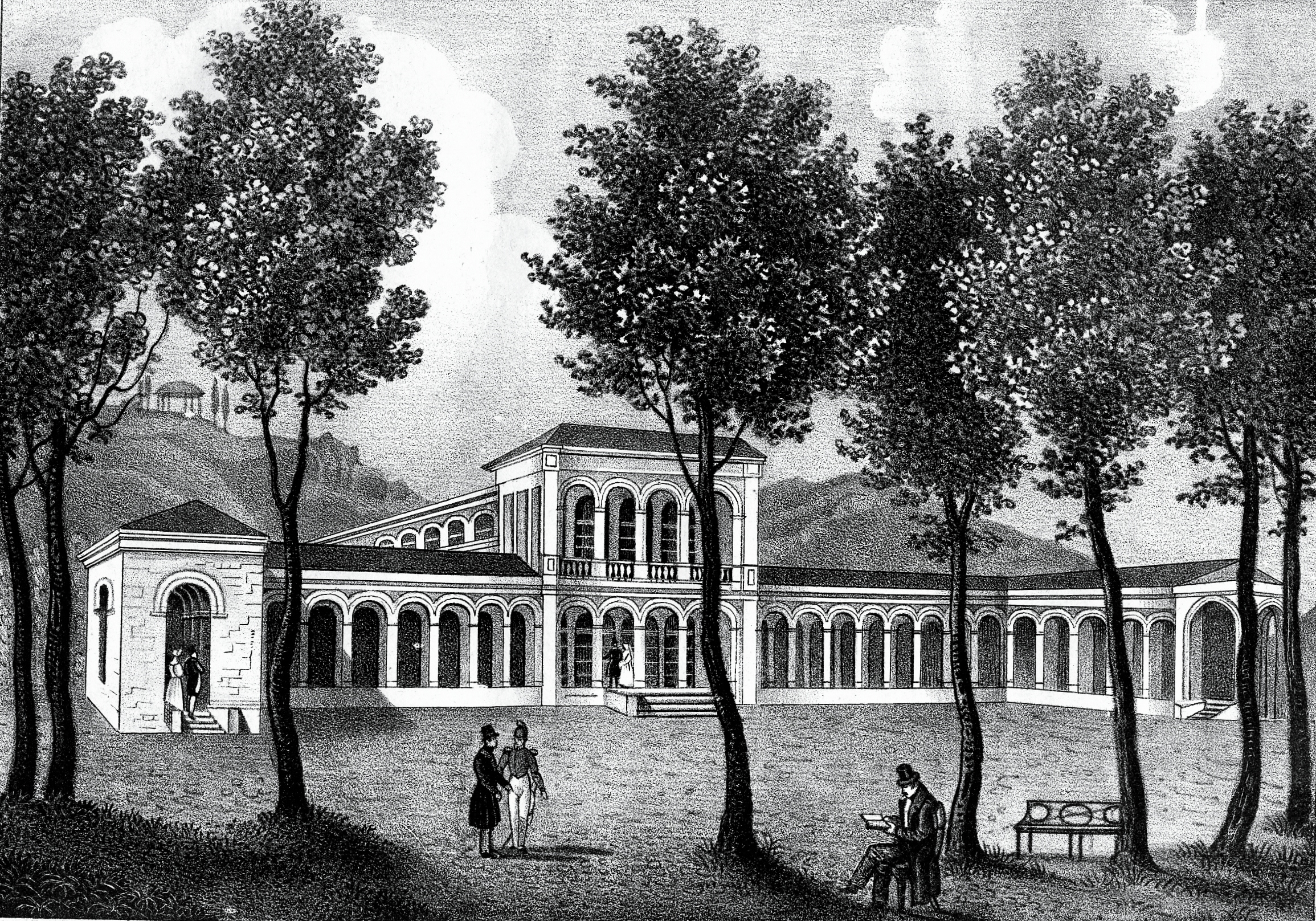
L'Arkandenbau a Bad Kissingen

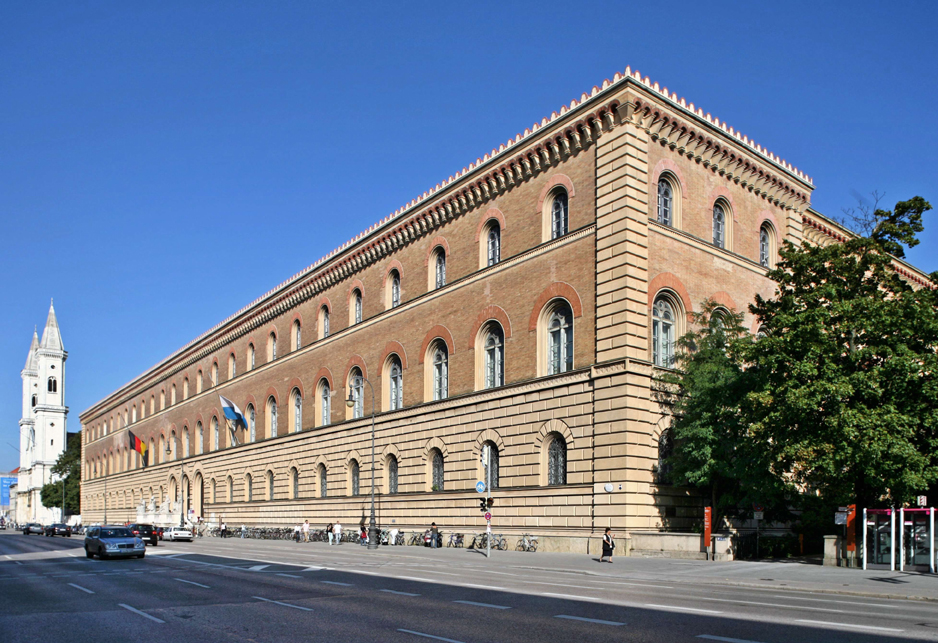
La biblioteca di stato a Monaco

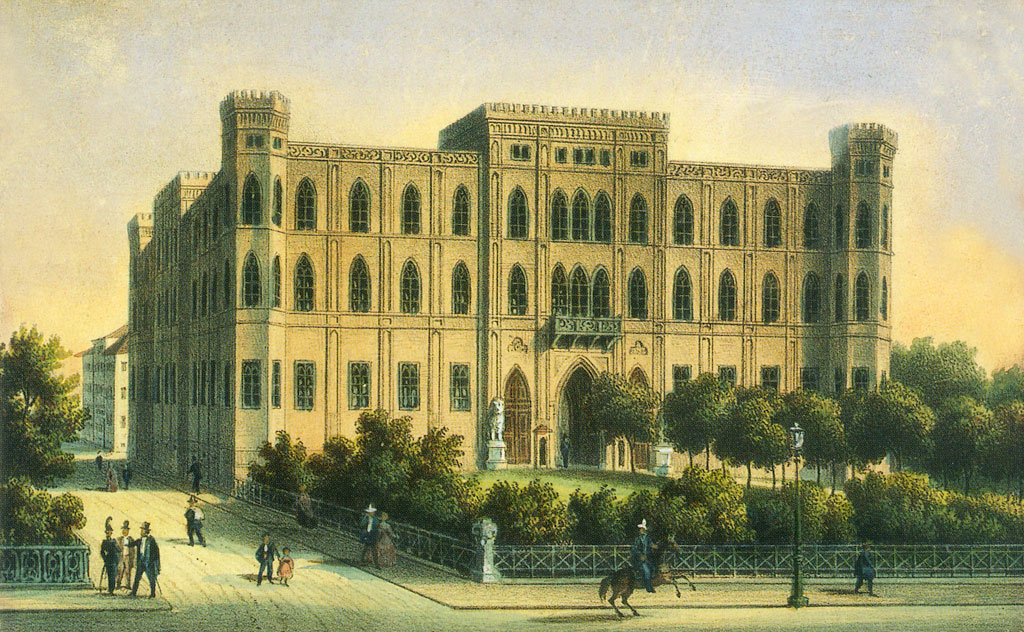
Wittelsbacher Palais a Monaco (demolito nel 1964)

Friedrich Wilhelm von Gärtner (Coblenza, 10 dicembre 1791 – Monaco di Baviera, 21 aprile 1847) è stato un architetto tedesco, fu uno dei più significativi architetti del regno di Baviera. Durante la sua carriera realizzò, tra le altre opere, 17 edifici per il re Ludovico I di Baviera e il Palazzo reale ad Atene per Ottone di Grecia.

## Biografia

### Infanzia e formazione
Johann Friedrich Gärtner nacque il 10 dicembre 1791 a Coblenza figlio dell'architetto Johann Andreas Gärtner (1744–1828) e di Barbara Sachs (1765–1818). Il padre di Friedrich aveva lavorato come architetto in Polonia e a Parigi, in seguito venne chiamato a Coblenza da Clemente Venceslao di Sassonia, nominato ingegnere capo e incaricato della realizzazione del Palazzo del Principe Elettore progettato da Pierre Michel d’Ixnard.
Nel 1797, quando il principe elettore fuggì dalle truppe francesi, il padre rimase senza lavoro, nel 1804 la famiglia si trasferì a Würzburg, luogo di origine dalla madre e dove Friedrich frequentò le scuole. Con la formazione del Regno di Baviera la famiglia si trasferì a Monaco, dove il padre assunse l'incarico di sovrintendente reale per l'edilizia, a Monaco Friedrich completò il liceo.
Dal 1809 studiò presso l'Accademia delle belle arti a Monaco dove fu allievo di Karl von Fischer, durante gli studi trascorse del tempo in Italia, a Roma, Napoli e in Sicilia, nel 1812, dopo una breve tappa a Karlsruhe dove fu allievo di Friedrich Weinbrenner proseguì gli studi a Parigi dove rimase fino al 1814, tra i suoi docenti vi furono Charles Percier e Pierre-François-Léonard Fontaine. 

### I viaggi di formazione
Dal 1815 al 1817 viaggiò in Italia insieme al collega Joseph Daniel Ohlmüller e al pittore Carl Ludwig Frommel visitò la Sicilia, Napoli e Roma, al rientro a Monaco trovò una situazione stagnante, le casse reali erano prosciugate dalle guerre appena concluse, i progetti di realizzazione di nuovi edifici erano sospesi. La realizzazione della Gliptoteca aveva messo Leo von Klenze in ottima luce presso la corte, lo stesso von Klenze il 25 settembre del 1818 provocò il licenziamento del padre di Friedrich assumendone il ruolo, lo stesso giorno assunse il giovane Friedrich con un ruolo ed uno stipendio ampiamente inferiori alle sue capacità.
Friedrich non si scoraggiò e pubblicò una serie di litografie sui monumenti siciliani che vennero apprezzate dagli archeologi. Fu proprio l'archeologo Charles Robert Cockerell che lo invitò a Londra per seguire la pubblicazione delle illustrazioni delle sue scoperte in Grecia. Il 31 ottobre del 1819 lasciò Monaco promettendo a sé stesso e al padre che sarebbe rientrato solo con il ruolo di professore all'Accademia. Visitò i Paesi Bassi, durante il soggiorno a Londra collaborò con Charles Joseph Hullmandel. A Londra lo raggiunse la notizia della morte di Karl von Fischer.

### L'inizio della carriera a Monaco
Tra i sostenitori di Friedrich per la nomina a professore di architettura presso l'Accademia vi fu anche il principe ereditario Ludovico, Friedrich rientrò a Monaco nel giugno del 1820 e assunse il nuovo ruolo dando una spinta innovativa alla didattica, ben presto il numero di studenti impose la ricerca di nuovi spazi. Le sue capacità organizzative non passarono inosservate e nella primavera del 1822 gli venne assegnata dal re la direzione della Porzellanmanufaktur Nymphenburg.
Nel giugno del 1822 sposò Katharina Hess, figlia Carl Ernst Christoph Hess pittore e incisore, suo collega dell'Accademia, e sorella di Heinrich Hess, uno dei suoi compagni di avventure durante il suo primo soggiorno a Roma. Nonostante le frequenti malattie, nel gennaio del 1824 nacque il primo figlio. Da un punto di vista professionale rimane frustrato il suo desiderio di "costruire", la progettazione e realizzazione di edifici era infatti completamente dominata da von Klenze che godeva della piena fiducia della regina e del principe ereditario. Quest'ultimo, nella primavera del 1818 fece un viaggio in Italia durante il quale si appassionò alle nuove tendenze romantiche, alla riscoperta degli affreschi e alle linee medievali iniziando a minare il monopolio di von Klenze, saldamente ancorato ai canoni classicisti.

### La svolta
L'incontro che fu determinante per Gärtner avvenne nel 1827 in Italia dove Ludovico I soleva soggiornare ospite della marchesa Marianna Florenzi presso la sua villa di campagna "La Colombella" nei dintorni di Perugia, qui Ludovico, colpito dalla personalità franca ed energica di von Gärtner, gli commissionò la costruzione della biblioteca reale di Monaco (oggi Biblioteca di stato). Leo von Klenze che fino a quel momento era stato l'unico architetto di Ludwig ostacolò la realizzazione rallentando la costruzione che venne completata in cinque anni.
Nel 1829 costruì la Ludwigskirche e iniziò a costruire l'edificio per l'istituto per i ciechi (ora parte della biblioteca universitaria).
Nelle lettere Gärtner iniziò a manifestare della fatica, il lavoro all'accademia lo impegnò molto, nel 1833 ne diventò direttore ad interim mentre Peter von Cornelius era in un viaggio di studio, anche questa ulteriore carica lo impegnò molto. Nello stesso anno morì la moglie Katharina, dei figli e della casa si prese cura Lambertine, la sorella della moglie, ancora nello stesso anno i due decisero di sposarsi. Il rapporto con la famiglia fu uno dei punti saldi della vita di Friedrich, lo attestano le lunghe e dettagliate lettere che scrisse ai genitori e alle moglie durante tutti i suoi viaggi di studio e lavoro. Di lui rimane anche tutto il carteggio con Johann Martin von Wagner con il quale intrattenne una fitta corrispondenza per tutta la vita.
Nell'estate del 1835 si reca a Zittaun nel nord della Germania per l'incarico di progettazione del municipio, al ritorno passa da Berlino dove ha modo di avere un lungo e costruttivo scambio di idee con Friedrich Schinkel che ricopriva la sua stessa posizione presso la corte prussiana. La presenza di Schinkel all'inaugurazione del Kursaal di Bad Kissingen impressionò positivamente Ludovico I, un lungo colloquio con l'architetto prussiano rafforzò la sua stima per Gärtner.
Ottenuta la piena fiducia del sovrano lo accompagnò nei suoi viaggi in Grecia nel 1836, in quell'occasione viene commissionata a Gärtner la progettazione del Palazzo reale di Atene. Al rientro gli vennero conferiti l'Ordine del Salvatore greco e l'Ordine al merito della corona bavarese, venne inoltre nominato ispettore generale dei monumenti del regno di Baviera.. Nel 1839 accompagnò il sovrano in un viaggio in Italia, nel 1840/41 fece un secondo viaggio in Grecia. Nel contempo procedevano i lavori di diversi cantieri a Monaco. 
Nel 1841 divenne direttore dell'Accademia, ruolo che mantenne fino alla morte, intraprese una profonda riforma dell'istituzione che arrivò a compimento solo nel 1846. 
Un ritratto realizzato dal figlio nel 1845 mostra un uomo invecchiato e segnato dalla stanchezza, lontano dall'immagine fiera dei ritratti giovanili. Il 16 aprile del 1847 ebbe un malore dal quale non si riprese, morì il 21 aprile. Il funerale ebbe luogo nella Ludwigskirche da lui progettata. Venne sepolto nel Alter Südfriedhof del cui ampliamento era stato incaricato nel 1841, la sua fu la prima sepoltura nella parte nuova del cimitero.

## Allievi
Tra gli allievi di Friedrich von Gärtners vi furono:
- Max Emanuel Ainmiller
- Mathias Berger
- Franz Xaver Beyschlag
- Anton von Braunmühl
- Eduard Bürklein
- Friedrich Bürklein
- Lorenz Hoffmann
- Karl Friedrich Andreas Klumpp
- Karl Leimbach
- Eduard Metzger
- Johann Moninger
- Robert Moser
- Anton Mühe
- Carl Rothpletz
- Georg von Stengel
- August von Voit

## Opere
- Chiesa di San Ludovico (Monaco di Baviera) (1829-1844),
- Restauro dell'Isartor, Monaco
- Biblioteca ed Archivio di Stato Bavarese (1832–1842), Monaco
- Istituto per non vedenti (1833–1835), Ludwigsstraße, Monaco
- Arkadenbau und Kursaal (1833–38), Bad Kissingen
- Università di Monaco (1835-1840), Monaco
- Georgianum (1835–1840),  Monaco
- Damenstift St. Anna (1836–1839), Monaco
- Vecchia Salina (1836–1839), Bad Reichenhall
- Castello reale Atene (1836–1843), Atene (oggi: Palazzo del Parlamento)
- Erziehungsinstitut für adlige Fräulein (Max Joseph-Stift), Ludwigsstraße, Monaco
- Salinenadministration (1838–1843), Monaco
- Pompejanum (1839-1847/50), Aschaffenburg
- Feldherrnhalle (1841–1844), Monaco
- Palazzo della polizia a Lohr sul Meno (1842)
- Befreiungshalle 1842, nei pressi di Kelheim
- Wittelsbacher Palais (1843–1847/49), Monaco
- Siegestor (1843–1847/52), Monaco
- Erlöserkirche (1847), Bad Kissingen
- Villa della Regina, Ludwigsstraße Monaco
- Casa di Cura, Bad Brückenau
- Municipio, Zwickau